# Municipio Santa Bárbara (Monagas)
Santa Bárbara es uno de los 13 municipios que conforman el estado Monagas en Venezuela. Su capital es la población de Santa Bárbara. Tiene una superficie de 299 km² y para el censo de 2001 contaba con una población de 7694 habitantes según el INE. El municipio está integrado por una sola parroquia del mismo nombre.

## Historia
La población de Santa Bárbara, ubicada en el estado Monagas, fue fundada por los españoles en el mes de marzo de 1754, como parte del proceso de colonización y organización territorial del oriente venezolano.
Durante gran parte del siglo xx, los territorios de Punta de Mata y El Tejero, hoy parroquias, formaban parte del municipio Santa Bárbara. Posteriormente, estos sectores fueron segregados y constituidos como municipios foráneos dentro de la jurisdicción del municipio Maturín, dando origen a las actuales entidades de Santa Bárbara y Ezequiel Zamora.
En 1991, la antigua Junta Comunal fue sustituida por una Junta Parroquial, aunque sus integrantes continuaban siendo designados por las autoridades del municipio Maturín. No fue sino hasta las elecciones del 5 de diciembre de 1992 cuando, por primera vez, los habitantes de Santa Bárbara eligieron a sus representantes mediante voto directo, secreto y popular. Las primeras autoridades electas fueron: José Jesús “Chucho” Uricare, Ángel Luis Pérez y Julio Mendoza Carvajal como principales; y Trino Guevara, Félix Núñez, José Simoza, José Ramón Pérez y Marilú González como suplentes.
El proceso de autonomía culminó el 22 de junio de 1994, cuando, a solicitud de representantes comunitarios y tras un estudio aprobado por la Asamblea Legislativa del estado Monagas, presidida por Iraida Arismendi, Santa Bárbara fue elevada a la categoría de municipio autónomo. La declaratoria se realizó en una sesión solemne celebrada en el bulevar Mariño de la localidad.
Tras esta decisión, se conformó una Junta Administradora u Organizadora del Municipio, integrada por cinco miembros designados por los partidos políticos COPEI y Acción Democrática (AD). Como parte del acuerdo político, COPEI ratificó a José Jesús Uricare y Ángel Luis Pérez, e incorporó al periodista Beltrán Trujillo Centeno. Por su parte, AD mantuvo a Julio Mendoza Carvajal, quien había sido electo previamente por voto popular. Esta junta organizadora cesó sus funciones el 3 de diciembre de 1995, tras la realización de elecciones municipales en las que se eligieron formalmente alcaldes, concejales y juntas parroquiales.
Posteriormente Tejero perteneciente al Territorio del Municipio foráneo Santa Bárbara como parroquia, una vez que se crea el Municipio Santa Bárbara en el año 1994, separándose del Municipio Ezequiel Zamora los pobladores de El Tejero estuvieron de acuerdo pertenecer anexado como parroquia de este último.
El 27 de julio de 2025, es elegida a Roselis León como alcalde del municipio.

## Geografía
El Municipio Santa Bárbara está ubicado al oeste del Estado Monágas, limita al norte con los municipios Ezequiel Zamora y Maturín, al sur con el Municipio Maturín y Municipio Aguasay, al este con el Municipio Maturín y al oeste limita con el Municipio Ezequiel Zamora. Está localizado en la parte baja montañosa de Los Llanos de Monágas entre los 100 y los 260 m s. n. m., presenta una vegetación de bosque seco tropical y otra de bosque húmedo tropical, tiene una temperatura promedio anual de 28,8 °C y precipitaciones de 1.092 mm (promedio anual).
Los cursos de agua corren en dirección oeste-este, los principales ríos son el Amana y el Tonoro. Según la clasificación climática de Holdridge, la zona ecológica predominante es el Bosque Seco Tropical (Bs-T) donde predomina la formación vegetal de sabana abierta, con sus especies vegetales características: Paja Peluda (Trachypogon plumosus), Granadillo (Dichronema ciliata), Mastranto (Hyptis suaveolens), Chaparro (Curatella americana), Chaparro Manteco (Byrsonima crassifolia) y Paja Cabezona (Axonopus anceps). En los valles entallados en La Mesa, se presenta la vegetación características de morichales y bosques de galería.

### Límites
Según la Gaceta Oficial del Estado Monagas, Reforma Parcial de la Ley de División Político Territorial del Estado Monagas, de fecha 29 de julio de 1998, los límites del Municipio Santa Bárbara son: Por el Norte, con el Municipio Ezequiel Zamora, por el río Amana desde la boca de la quebrada de Masagüita hasta la boca de la quebrada Arapia y desde aquí con la Parroquia El Furrial, hasta la boca del morichal El Hueso; por el Este, con una línea recta desde la boca del morichal El Hueso en el río Amana, a la boca del morichal Los Pocitos en el río Mapirito y de aquí en línea recta a la boca de la quebrada Las Colmenas en el río Tonoro; por el Sur, con el río Tonoro desde la boca de Las Colmenas hasta la boca de la quebrada El Gabán y de allí con el Municipio Aguasay hasta el punto de coorde nadas UTM (N-1.050.600 y E-428.400) en el río Tofloro; por el Oeste, con el Municipio Ezequiel Zamora desde ese punto hasta la boca de la quebrada Masagüita en el río Amana, punto de partida.

### Parroquias
1. Parroquia Santa Bárbara
2. Parroquia Morón

### Comunidades y sectores
- Morón
- Mama Francisca
- Las Brisas
- Fray Casimiro de Borjas
- Arnoldo Gabaldon
- El Tapir
- Juan Pablo II
- Casco central
- La Lagunita

## Infraestructura

### Servicios públicos
El servicio de agua es supervisado por la gobernación del Estado Monagas y la municipalidad por medio de la Dirección de Servicios Públicos.

## Economía
La economía más predominante del municipio es la agrícola, entre los principales cultivos se encuentran la caña de azúcar, algodón, ajonjolí, maíz, soya y sorgo; además de la explotación de hidrocarburos (petróleo y gas) en la región. Dentro del municipio se encuentra el Complejo Criogénico de Oriente de Santa Bárbara que procesa gas y para marzo de 2021 reportó una producción de 20000 barriles diarios de crudo ligero, en la planta de extracción.

### Turismo
El río Queregua es utilizado como balneario para los locales.

## Educación

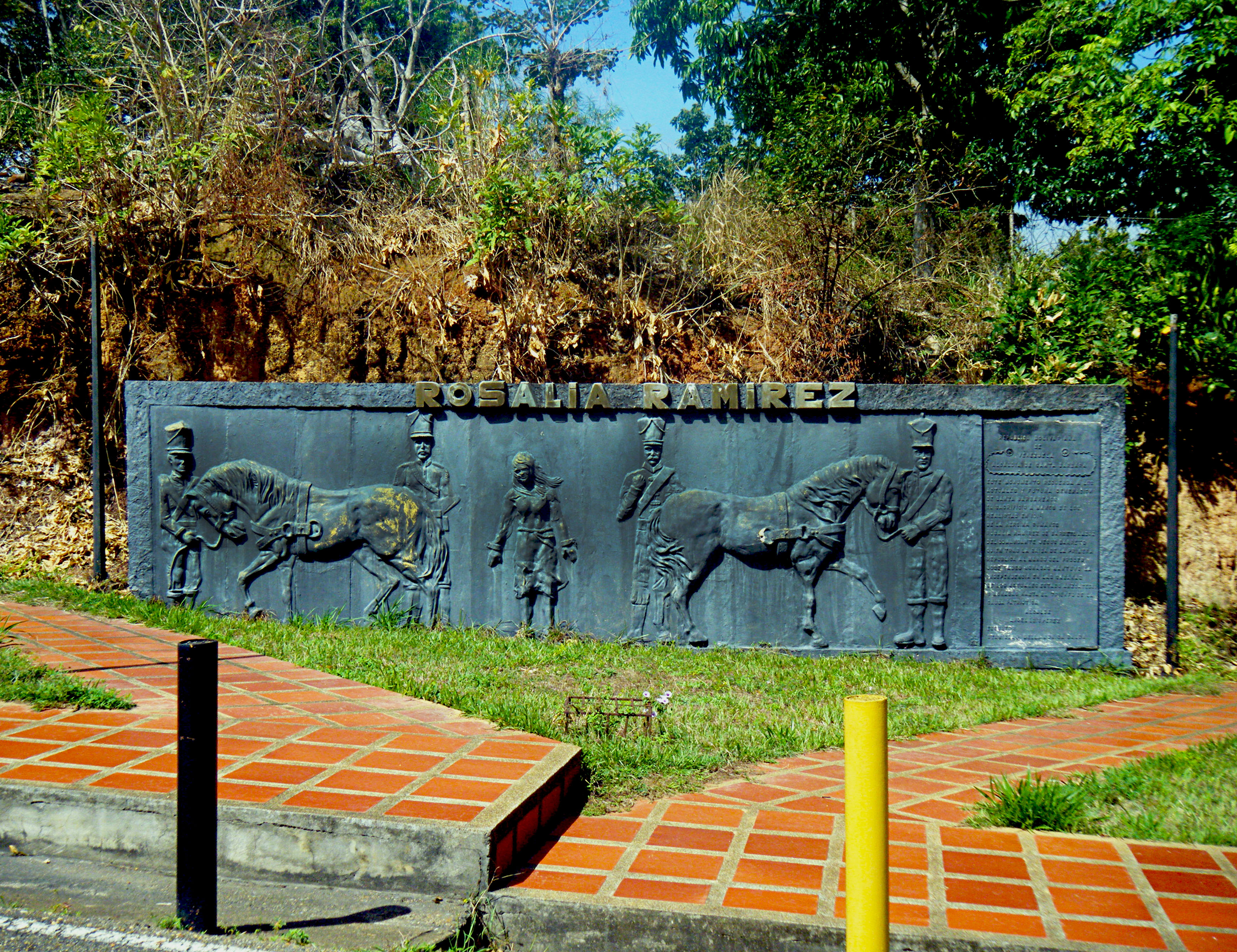
Monumento de Doña Rosalía Ramírez en Santa Bárbara

- Escuela Nacional "Juan Vicente Bolívar"
- Escuela Nacional "Arnoldo Gabaldon"
- Escuela Nacional "Luisa Dorina Marcano de Pérez"
- Escuela Nacional Morón
- Liceo Nacional "Benjamín Briceño Marten".[8]
- Aldea universitaria de la misión sucre "Comandante eterno Hugo Rafael Chavez Fria".

## Cultura

### Festividades

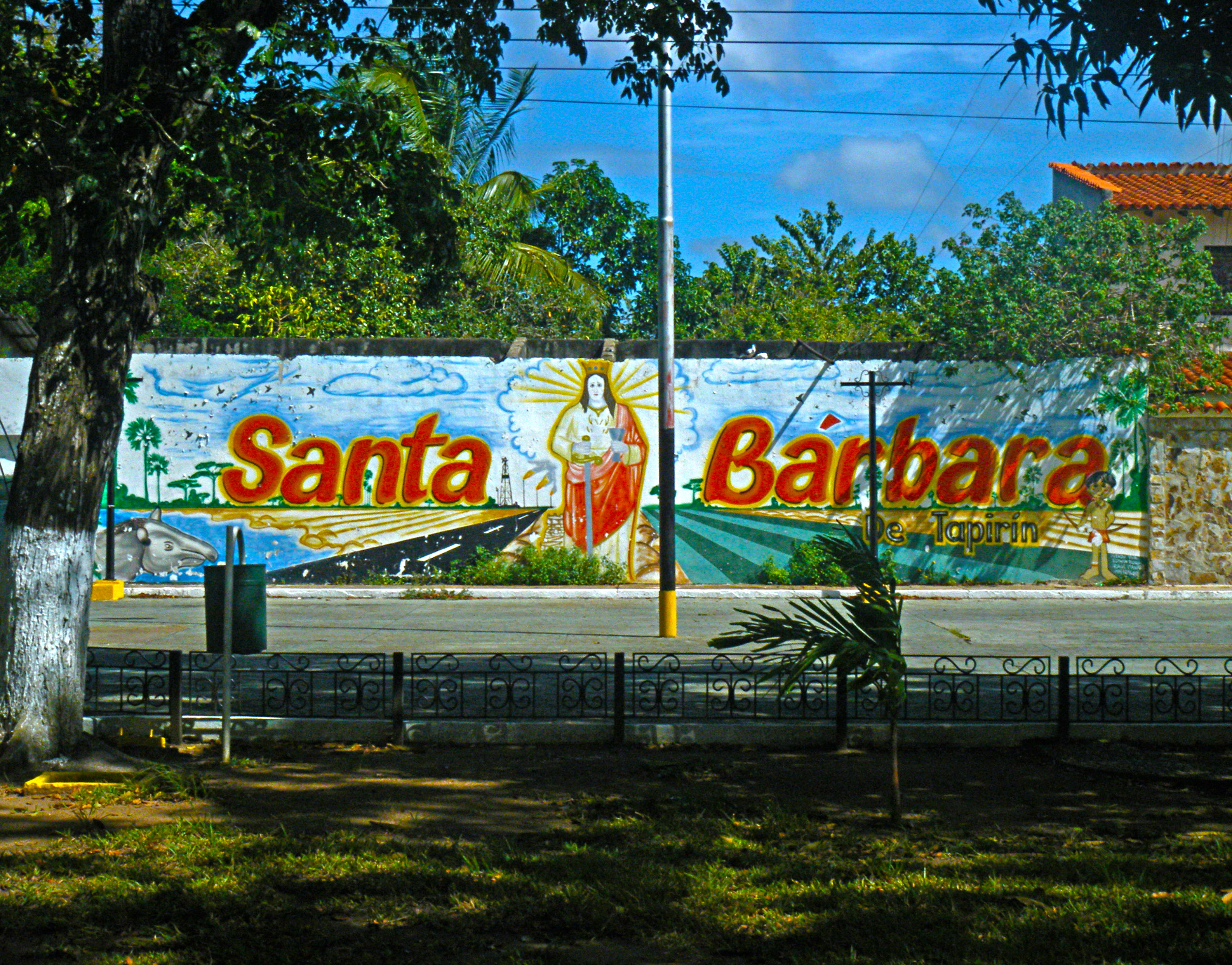
Mural de Santa Bárbara en esta ciudad.

En diciembre realizan celebraciones en honor a la Patrona del municipio, Santa Bárbara. De igual forma, para la misma fecha se realizan encerronas de Toros Coleados. TURISMO: Cuenta con condiciones, escénicas y paisajistas, que le confieren potencial para el turismo de naturaleza; ofreciendo un turismo deportivo y de sano esparcimiento en sus ríos, bosques de galería y morichales. Entre las manifestaciones folklóricas tradicionales se encuentran: el Baile del Sebucán, El Pájaro Guarandol, La Burriquita, el Baile del Mare-mare y la celebración de la fecha de fundación de Santa Bárbara.
Se realiza el evento denominado Bandera Negra, donde la tradición es un juego con agua, mientras agrupaciones musicales cantan ritmos a alusivos al carnaval, suele ocurrir en la capital del municipio una semana después del carnaval.
En Semana Santa, se suele realizar la Quema de Judas.

## Política y gobierno

### Alcaldes
| Período     | Alcalde              | Partido político / Alianza | % de votos | Notas |
| ----------- | -------------------- | -------------------------- | ---------- | --- |
| 1995 - 2000 | Hildemaro Muñoz      | AD                         | -          | Primer alcalde bajo elecciones directas. (se realizaron elecciones generales adelantadas en el 2000 debido a la aprobación de la Constitución de 1999) |
| 2000 - 2004 | Ángel Luis Pérez     | MISTER                     | 52,94      | Segundo alcalde bajo elecciones directas |
| 2004 - 2008 | Ángel Luis Pérez     | MISTER                     | 59,64      | Reelecto |
| 2008 - 2013 | René Trujillo        | PSUV                       | 65,98      | Tercer alcalde bajo elecciones directas |
| 2013 - 2017 | José ´´Cheo´´ Malavé | PSUV                       | 47,30      | Cuarto alcalde abajo elecciones directas |
| 2017 - 2021 | José ´´Cheo´´ Malavé | PSUV                       | 65,33      | Reelecto |
| 2021 - 2025 | Carmen Tillero       | TUPAMARO                   | 41,23      | Quinto alcalde bajo elecciones directas |
| 2025 - 2029 | Roselis León         | PSUV                       |            | Sexto alcalde bajo elecciones directas. |

### Concejo municipal
Período 1995 - 2000
| Concejales:      | Partido político / Alianza |
| ---------------- | -------------------------- |
| Leonardo Uracare | AD                         |
| Godofredo Salas  | AD                         |
| Sandra Castillo  | COPEI                      |
| Felipe Guillén   | LCR                        |
| Diomar Marrero   | OCIM                       |

Período 2000 - 2005
| Concejales:      | Partido político / Alianza |
| ---------------- | -------------------------- |
| Miguel Pacheco   | MISTER                     |
| Wilmer Patete    | MISTER                     |
| Wilfredo Salazar | MISTER                     |
| Yensi Ramírez    | MVR                        |
| Diomar Marrero   | AD                         |

Período 2005 - 2013
| Concejales:      | Partido político / Alianza |
| ---------------- | -------------------------- |
| Yalire Ruiz      | MISTER                     |
| Marisol Reyes    | MISTER                     |
| Miguel Pacheco   | MISTER                     |
| Wilfredo Salazar | MOBARE                     |
| Diomar Marrero   | AD                         |

Período 2013 - 2018:
| Concejales         | Partido político / Alianza |
| ------------------ | -------------------------- |
| Jesús Aguilera     | PL                         |
| Luis Márquez       | PL                         |
| Odulfo Castellanos | PL                         |
| Paula Guzmán       | PL                         |
| Roselis León       | PSUV                       |

Período 2018 - 2021
| Concejales   | Partido político / Alianza |
| ------------ | -------------------------- |
| Juan Galindo | PSUV                       |
| Angel Aray   | PSUV                       |
| Romira Urpin | PSUV                       |
| Roselis León | PSUV                       |
| Luis Pérez   | PSUV                       |

Período 2021 - 2025
| Concejales     | Partido político / Alianza |
| -------------- | -------------------------- |
| Carlos Suárez  | PSUV                       |
| Rosaura Febres | PSUV                       |
| José Durán     | PSUV                       |
| Roselis León   | PSUV                       |
| Mariana Pérez  | FV                         |